# Helen Morse
Pour les articles homonymes, voir Morse.
Helen Morse est une actrice australienne née le 24 janvier 1948 à Harrow-on-the-Hill (Royaume-Uni).

## Filmographie
- 1967 : Love and War (feuilleton TV) : (Love 2: Intersection)
- 1967 : You Can't See Round Corners (série télévisée)
- 1970 : Adam's Woman (en) de Philip Leacock
- 1971 : The Legend of Robin Hood (TV) (voix)
- 1972 : The Kenneth Connor Show (série télévisée) : Various
- 1972 : Crisis (TV)
- 1972 : Marco Polo (série télévisée)
- 1974 : Stone (en) de Sandy Harbutt (en) : Amanda
- 1974 : A Touch of Reverence (série télévisée)
- 1974 : Marion (série télévisée) : Marion Richards
- 1974 : Petersen (en) de Tim Burstall (en) : Jane
- 1975 : Pique-nique à Hanging Rock (Picnic at Hanging Rock) de Peter Weir : Mlle. de Poitiers
- 1976 : Caddie (en) de Donald Crombie (en) : Caddie Marsh
- 1976 : Luke's Kingdom (feuilleton TV) : Kate
- 1976 : Power Without Glory (feuilleton TV)
- 1979 : Agatha de Michael Apted : Evelyn Crawley
- 1981 : A Town Like Alice (en) (feuilleton TV) : Jean Paget
- 1982 : Complot à Manille (Far East) de John Duigan : Jo Reeves
- 1983 : Silent Reach (feuilleton TV) : Antonia Russell
- 1984 : Out of Time (TV) : Iris / Sammie
- 1985 : The Adventures of Robin Hood (TV) : Maid Marion (voix)
- 2000 : Lost : Mrs. Harris
- 2011 : L'Œil du cyclone (The Eye of the Storm) de Fred Schepisi : Lotte